# Lucio Leoni (cantante)
Lucio Leoni, noto anche con lo pseudonimo di Bucho (Roma, 1981), è un cantautore e musicista italiano.

## Biografia
Entra nel mondo della musica ad inizio anni 2000, dove fonda il gruppo Yugo in Incognito, del quale è autore dei testi e frontman, pubblicando l'album Puppurri (2003) e due EP intitolati C'hai nis demo-cracy e Uomini senza gomiti. Nel 2005 si unisce al gruppo Scolapasta Vintage e apre a Roma lo studio di registrazione Monkey Studio. Nel 2007 fonda la band Meccanica Ferma.
Nel 2011 esordisce come artista solista con lo pseudonimo di Bucho e pubblica album Baracca e burattini, che viene distribuito solo nel formato musicassetta. Pubblica il suo album di debutto intitolato
Lorem ipsum il 16 novembre 2015.
Il 10 novembre 2017 esce il secondo disco chiamato Il lupo cattivo. Contestualmente alla pubblicazione dell'album, tra febbraio e aprile 2018 intraprendere una tournée a livello nazionale intitolata "Il lupo cattivo tour".
A maggio 2020 è ospite della trasmissione Save the Date su Rai 5. Nello stesso mese pubblica il terzo album chiamato Dove sei, pt. 1. Il 12 ottobre entra in rotazione radiofonica il singolo Per sempre. Il 15 ottobre 2020 pubblica il quarto disco intitolato Dove sei, pt. 2. 
Il 16 gennaio 2021 si esibisce all'interno della trasmissione Indie Jungle in onda su Sky Arte.

## Discografia

### Album in studio
- 2003 – Puppurri (con Yugo in Incognito)
- 2015 – Lorem ipsum
- 2017 – Il lupo cattivo
- 2020 – Dove sei, pt. 1
- 2020 – Dove sei, pt. 2

### EP
- 2013 – C'hai nis demo-cracy (con Yugo in Incognito)
- 2013 – Uomini senza gomiti (con Yugo in Incognito)

## Riconoscimenti
- Premio Freak Antoni 2017 del Meeting delle etichette indipendenti[14][15][16]